# Вулиця Броварна (Тернопіль)
Вулиця Броварна — вулиця в мікрорайоні «Новий світ» міста Тернополя.

## Відомості
Розпочинається від вулиці За Рудкою, пролягає на північ до вулиці Северина Наливайка, де на перехресті продовжується вулицею Березовою. На вулиці розташовані як приватні будинки, так і багатоповерхівки.

## Дотичні вулиці
Лівобічні: Якова Головацького, пров. Холодний, пров. Броварний, Набережна
Правобічні: Івана Котляревського, Полковника Данила Нечая

## Транспорт
На вулиці знаходяться 2 зупинки громадського транспорту, до яких курсують автобуси №26А, 49.

## Інфраструктура
На вулиці знаходиться відділення «Укрпошти».